# Тетрациклин
Тетрациклинът е антибиотик, използван за лечението на холера, бруцелоза, сифилис, малария и други.

## Описание
Тетрациклинът представлява жълт кристален прах с горчив вкус, слабо разтворим във вода, хигроскопичен.
Антибиотикът действа, като нарушава синтеза на белтъци. Ефективен е срещу Bartonella bacilliformis, Brucella spp., Calymmatobacterium granulomatis, Chlamydia trachomatis, Haemophilus influenzae, Listeria monocytogenes, Neisseria gonorrhoeae, Streptococcus pneumoniae, Mycoplasma pneumoniae и много други микроорганизми.
Има и такива, които са устойчиви на тетрациклин, например Pseudomonas aeruginosa, Serratia spp., гъбички и вируси.